# SK Zell/Ziller
Der SK Zell am Ziller ist ein österreichischer Fußballverein aus der Gemeinde Zell im Bezirk Schwaz in Tirol und wurde 1966 gegründet. Den größten Erfolg in der Vereinsgeschichte erlebte der Sportklub mit dem Einzug in das Tiroler Pokalfinale 1988. Die Kampfmannschaft spielt in der Bezirksliga Ost.

## Geschichte
Der SK Zell meldete sich am 13. Mai 1966 beim Tiroler Fußballverband an und schickte zwei Mannschaften, eine Kampfmannschaft und eine Jugendmannschaft, für die Meisterschaften 1966/67 ins Rennen. Der damalige Obmann und der Sektionsleiter hatten diverse Anfangsschwierigkeiten zu meistern: Der Sportklub hatte nur provisorische Umkleidekabinen oder einen behelfsmäßigen Sportplatz in der Nähe der heutigen Anlage. Erst durch den Zuspruch durch Bürgermeister Walter Amor 1972 und die finanzielle Unterstützung von ortsnahen Sponsoren wurde eine Fußballanlage bei der Hauptschule geschaffen und die Kampfmannschaft feierte den Meistertitel in der 2. Klasse Ost.
Die Zeller bejubelten 1974 den Meistertitel in der 1. Klasse Mitte, 1975 den der Gebietsliga Ost, 1978 den zweiten Platz in der Amateurliga und 1981/82 den 3. Platz in der Amateurliga.
In der Saison 1987/88 erlebten die Zillertaler mit dem Erreichen des Tiroler Pokalfinales den größten Erfolg in der Klubgeschichte. Mit diesem Erfolg qualifizierten sie sich für die Qualifikationsrunde des österreichischen Fußball-Cups 1988/89, schafften den Einzug in die erste Runde und schieden erst gegen den FC Dornbirn 1913 mit 0:4 aus.
Ende der 1980er Jahre befand sich der Sportklub in der Landesliga Ost und wurde dort 1990 Meister. Dadurch stieg er in die Tiroler Liga auf, in der er 1997 den vierten Platz erreichte. In der nächsten Saison belegte der Klub den letzten Platz und stieg in die Landesliga Ost ab. Fünf Jahre später, 2003, wurden die Zillertaler Vorletzter und mussten wieder eine Liga tiefer, in die Gebietsliga Ost, absteigen. Durch einen zweiten Platz in der Gebietsliga Ost 2005 qualifizierten sich die Zeller für den Aufstieg in die Landesliga Ost. Wiederum zwei Jahre später, 2007, stiegen sie erneut in die Gebietsliga ab, in der sie in der Saison darauf allerdings den Meistertitel feierten. Im September 2016 wurde das Parkstadion eröffnet. Ein Jahr später, 2009, musste der SK Zell wieder in die Gebietsliga Ost, 2012 in die Bezirksliga Ost und 2016 in die 1. Klasse Ost absteigen. 2019 stiegen die Zillertaler in die Bezirksliga auf.

## Titel und Erfolge
- 1 Meister der Landesliga Ost: 1990
- 8 × Teilnahme (Tiroler Liga): 1990/91, 1991/92, 1992/93, 1993/94, 1994/95, 1995/96, 1996/97, 1997/98
- 1 × Finalist vom Tiroler Fußballcup: 1988